# Ceryx mota
Ceryx mota là một loài bướm đêm thuộc phân họ Arctiinae, họ Erebidae.